# بربیر (دهانه)
بربیر یک دهانه برخوردی در ماه است.

## دهانه‌های اقماری
این دهانه ۸ دهانه اقماری دارد.
| Barbier | عرض جغرافیایی | طول جغرافیایی | قطر          |
| ------- | ------------- | ------------- | ------------ |
| D       | ۲۳٫۰° S       | ۱۶۰٫۲° E      | ۲۴٫۰ کیلومتر |
| G       | ۲۴٫۴° S       | ۱۶۰٫۱° E      | ۱۷٫۰ کیلومتر |
| F       | ۲۳٫۸° S       | ۱۵۸٫۱° E      | ۱۴٫۰ کیلومتر |
| H       | ۲۵٫۳° S       | ۱۶۰٫۵° E      | ۱۷٫۰ کیلومتر |
| K       | ۲۶٫۵° S       | ۱۵۹٫۴° E      | ۷٫۰ کیلومتر  |
| J       | ۲۶٫۰° S       | ۱۶۰٫۱° E      | ۴۳٫۰ کیلومتر |
| U       | ۲۲٫۸° S       | ۱۵۵٫۱° E      | ۳۸٫۰ کیلومتر |
| V       | ۲۲٫۳° S       | ۱۵۴٫۶° E      | ۲۹٫۰ کیلومتر |